# Calixto García (Cuba)
Calixto García es un municipio del este de Cuba, en la provincia de Holguín. Cuenta con una población de 53.722 habitantes. Sus actividades se centran en la agricultura (frutales y viandas) y ganadería dedicada al vacuno. Buenaventura es la capital del Municipio Calixto García. 

## Geografía
El territorio presenta una topografía generalmente llana en la parte sur, en el norte se entremezclan pequeñas elevaciones importantes como la Bartola, Salsipuedes y la Plata, creando un hermoso paisaje. La explotación de sus suelos lo constituye la agricultura no cañera, fundamentalmente la ganadería y los cultivos varios, en menor cuantía existen zonas plantadas de cítricos y bosques forestales. 

## Hidrografía
El río de mayor caudal y longitud es el de Río La Rioja, el que se hizo tristemente célebre durante el ciclón Flora cuyas crecidas causaron la destrucción en la zona. De interés hidrográfico: el nacimiento del Río Chaparra en territorio del municipio y otros ríos y arroyos de menor importancia, algunos de ellos intermitentes. 

## Historia
Como una apasionante historia estrechamente vinculada a las orígenes de la nacionalidad cubana, en este territorio se desarrolló muy temprano el criollo que con el transcurso de los siglos daría lugar al experimento para la explotación de la tierra desarrollándose fundamentalmente la ganadería y pequeñas parcelas de cultivos utilizándose la propia fuerza primitiva hasta que posterior a la ocupación española se crea un sistema de producción utilizándose fuerzas esclavas.

### Guerra del 68
Al estallar la Guerra de 1868 el movimiento insurreccional encontró en la zona apoyo inmediato. Luis Figueredo al frente de un grupo de hombres se alzan en armas en la zona del Mijial. Canadá aprovechando la ventajosa situación geográfica entre la jurisdicciones de Holguín, Bayamo y Las Tunas. Fuerzas al mando de Calixto García Iñiguez libran combates el 22 de septiembre de 1873 contra el Fuerte del Martillo, acompañaban al general Flor Crombet, Leyte-Vidal, Guillermo Moncada y Ricardo de Céspedes.El 14 de julio de 1877 en el lugar llamado por Itabo se reúnen los generales Máximo Gómez y Antonio Maceo para organizar la campaña de Holguín.

### Guerra chiquita
El 24 de agosto de 1879, en San Lorenzo de la Rioja, un grupo de patriotas dirigidos por el general Belisario Grave de Peralta se levantan en armas dando inicio a la Guerra Chiquita.
Guerra de independencia
El 24 de febrero de 1895, se escucha una vez más el clarín que llama a la guerra por la libertad de Cuba. El catalán José Miró Argenter, junto a Diego Carballo Hidalgo y Pablo García, reúne las primeras tropas, protagonizando el Alzamiento de Mala Noche.
Sitio de convergencia de las Fuerzas Mambisas y en esta prefectura se recibe a la Columna Invasora de Antonio Maceo, aquí lo esperan las fuerzas holguineras que con 350 jinetes y al frente el general Luis de Ferias organiza definitivamente el estado mayor, al frente del mismo, quedó nombrado José Miró Argenter. El 1 de julio de 1896, Calixto García sostiene y gana el combate de Los Moscones. La guerra termina, mas no se alcanza la plena libertad.

### Seudo república y lucha clandestina
En 1956, se constituye en Mir la primera célula del Movimiento 26 de Julio, integrada por revolucionarios que se destacaron en las acciones de propagandas, sabotajes en apoyo al movimiento guerrillero; uno de sus miembros, Carlos Borja Garcés, integró el comando que ejecutó en Holguín al sicario de la tiranía Fermín Cawler Gallegos.

### Guerra de liberación nacional
El pelotón uno de la Columna#_14 opera entre Buenaventura y Holguín y al mando del combatiente Oscar Orozco Viltres, y como segundo Arsenio García Dávila, expedicionario del Granma. Posteriormente participan en el combate de la entrada contra las tropas de Sosa Blanco junto al pelotón número 3 de dicha columna, infligiéndole al enemigo numerosas bajas.
El 31 de marzo de 1958, fuerzas revolucionarias de la zona dirigidas por Orlando Lara, toman el cuartel de Mir, primer poblado tomados del llano del Oriente.
El 16 de diciembre se toma la Microonda de la Loma de las Mantecas. El 31 del propio mes, cae en manos de las tropas rebeldes el cuartel de Buenaventura.
El pueblo siempre revolucionario y combativo, ha participado de manera activa en todas las tareas de la Revolución como fieles seguidores de Fidel y del socialismo para mantener las conquistas que nos une a todos.
Antes del triunfo de la Revolución Cubana, el territorio que ocupa el hoy Calixto García, sobre el 50 por ciento del mismo formaba parte del término municipal Yareyal fundamentalmente la porción sur entre tanto una parte del norte pertenecía al término Puerto Padre-Chaparra; más al este de Holguín.
Al triunfo de la Revolución, se constituye el municipio con poco más de 25 mil habitantes con el nombre de Mir-Buenaventura, los primeros organismos políticos y de masas, su sedes radican en el poblado de Mir y dentro de la estructura en 1963 para el trabajo político, se crean cuatro distritos. A finales del 64 y principio del 65 se constituye una dirección gubernamental con el nombre de poder local, su dirección elige como sede Buenaventura, también otros que van surgiendo se incorporan a este poblado como sede entre ellos el Partido y la ANAP. La Unión de Jóvenes Comunista, Unión de Pioneros de Cuba, así como otros organismos de la economía y en 1966 se trasladan los organismos CDR y FMC.
En este propio año es reconocido el municipio con los nombres invertidos: Buenaventura-Mir. En 1976, la nueva DPA el 10 de octubre de 1976 que coincidentemente se constituyen los OACE y con ello el gobierno reconocido como Poder Popular, luego de la experiencia tomada por la provincia de Matanzas y por acuerdo del Buró Político.
Como resultado de la DPA. En 1976 y con la creación de los OACE. Con la anexión de la parte de San Andrés, el municipio toma en nombre de Calixto García, con una extensión territorial de 616.97 km² y una población de algo más de 53 mil habitantes.
En la etapa posguerra, el municipio desarrolla todas actividades revolucionaria, con una amplia participación del pueblo, se destacan entre otras la organizaciones políticas y de masas con el partido a la vanguardia como destacamento de avanzada en la actualidad se trabaja en más de 21 de las Batallas de Ideas las que fueron analizadas por el Buró Provincial y el Consejo de la Administración Provincial. El 12 de enero de 2001, el municipio fue elegido para la Tribuna Abierta con una completa participación masiva de los vecinos del municipio, luego de haber participadosen las efectuadas en la Ciudad de Holguín y la de Manzanillo de la provincia de Granma.